# Гран-Коран
Гран-Кора́н (фр. Grand-Corent) — коммуна во Франции, находится в регионе Рона — Альпы. Департамент коммуны — Эн. Входит в состав кантона Сейзерья. Округ коммуны — Бург-ан-Бресс.
Код коммуны — 01177.

## Население
Население коммуны на 2010 год составляло 161 человек.
| 1962 | 1968 | 1975 | 1982 | 1990 | 1999 | 2010 |
| ---- | ---- | ---- | ---- | ---- | ---- | ---- |
| 82   | 79   | 60   | 76   | 104  | 111  | 161  |